# Мрачни век (Грчка)
Мрачни век, Мрачни век античке Грчке, познат и као Геометријска ера транзитни је период грчке историје измећу периода пропадања Микенске цивилизације и Архајске ере античке Грчке. Мрачни век је овако назван због тога што ништа није познато о том периоду у историји античке Грчке, било какве спекулације о том периоду се заснивају претежно на археолошким открићима. Традиционално се сматра да је Мрачни век античке Грчке почео током велике Дорске сеобе у јужну Грчку која се десила највероватније током 12. и 11. века п. н. е. и која се обично сматра једним од разлога пропасти Микенске цивилизације. Мрачни век античке Грчке се завршава након отприлике око 700. године п. н. е. мада не постоји одређен датум краја Мрачног века. Данас се сматра да је током Мрачног века уследио дугачак период политичке, економске као и културне стагнације и релативног друштвеног назадовања у односу на еру Микенске Грчке. Тај период је често називан и Геометријском ером због тога што су шаблони и облици на вазама из тог периода претежно геометријског стила. Мрачни век се данас сматра транзиционим периодом између опадања хеленског бронзаног доба и доба првобитног појављивања града-државе као основне политичке јединице на хеленским просторима. Археолошка ископавања су доказала да су ипак постајале одређене трговинске везе након 900. п. н. е. нарочито са Блиским истоком. Та ископавања су нарочито исказана у местима попут Лефкандија и Евбеје где су пронађени археолошки остаци који указују на културолошку везу са Истоком. Мрачни век античке Грчке се данас сматра првим периодом старогрчке историје.

## Основне одлике
Већ крајем 12. века п. н. е. микенска цивилизација почиње да слаби и све њене карактеристике нестају, а уместо њих могу се запазити следеће главне одлике периода који следи, периода који је савремена наука назвала мрачним добом Грчке:
1. Велике палате и градови микенскога света су порушени и напуштени.
2. Долази до радикалне промене у начину становања, јер се појављују много мања насеља.
3. Долази до промене у начину сахрањивања, јер се сада кремирани остаци покојника сахрањују у цистама, често усеченим у какву стену.
4. Појављује се нова сировина – гвожђе, чиме наступа тзв. гвоздено доба, што доводи до промена како у начину производње, тако и у начину ратовања.
5. До овога доба Грци су познавали фигурални начин декорације, али га након микенског периода заборављају и прелазе на геометријски начин украшавања – тзв. геометријски стил.
6. У току колапса микенске цивилизације битно се смањује и број становника, што се може тумачити и као узрок и као последица неког догађаја.

## Узроци пропадања
Од 11. века п. н. е. територија Грчке из високоорганизоване и високоартикулисане цивилизације у овом добу прелази у период опадања, те се из овакве слике Грчке извлачи теза о најезди Дорана, која би требало да представља долазак првих Грка у копнену Грчку. Према тој тези, из области централног Балкана у његове јужне области сјурило се племе Дорана, што би представљало само једно од многобројних померања становништва у том периоду, што даје једно хаотично стање на Медитерану тога доба. То племе Дорана наводно је срушило микенску цивилизацију, затрло микенски начин живота и донело нову културу, која се огледа у наведеним главним карактеристикама мрачног доба Грчке.
Међутим, ову теорију доводе у сумњу савремена истраживања, од којих је свакако најзначајније дешифровање линеара Б, најстаријег данас познатог облика грчког језика којим су се служили становници микенске цивилизације. Та истраживања довела су у питање традиционалну представу о првим Грцима-Доранима који су дошли са севера. Наиме, будући да је бар један део становништва Микене говорио грчким језиком, и да је оно што је касније дефинисано као дорски дијалекат слично линеару Б, поставља се питање како је могуће да је то изоловано племе Дорана говорило истим или бар сличним језиком којим су говорили Микењани. Из тога произлази да у Грчкој тога доба уопште није ни дошло до промене етничког састава становништва. С тиме се слаже и легендарна традиција о пропасти Микене, која говори о повратку Хераклида у Грчку из Дориде, у коју су их били протерали владари Пелопсова рода. Према легенди, Хераклиди су поново освојили Микену на самом крају 12. века п. н. е., прецизније 1104. п. н. е., односно осамдесет година након традиционалног освајања Троје. Према томе, ни грчка традиција не говори ни о каквој промени етничке структуре становништва.
На врхунцу процвата своје цивилизације Микењани су трговали с Египтом, Африком, Малом Азијом, Хиспанијом и црноморским насеобинама, што је све доказано проналаском микенског материјала по целом медитеранском простору. Међутим, крупна померања становништва и велика несигурност коју доносе „народи са мора” (који се помињу у египатским документима) учинили су да трговина по Средоземном мору све више слаби, да би коначно сасвим замрла. То је имало великог утицаја на Микену, чија је култура, затворена на малом простору, морала сада тражити друге начине да се одржи. Међутим, микенско тло, које никада није било нарочито плодно, није пружало довољно средстава за многобројно становништво навикнуто на обиље. Микенска краљевства су се, притиснута сиромаштвом, окретала једно против другога у низу унутрашњих ратова који су изазивали делимично пропадање, а затим коначно и слом већине њих (нпр. сукоб између Тебе и Аргоса). Овај след догађаја доказују и пронађене гробнице, које су у том периоду углавном униформно обликоване: више се не наилази на гроб једног принца-јунака микенског типа, већ само на гробнице обичних војника.
Микена 12. века п. н. е. више не пружа слику сјајне и богате цивилизације, али она не губи свој сјај сама од себе, већ под утицајем спољашњих догађаја, који условљавају међусобно сукобљавање малих војно-управних јединица. Данас нема разлога да се сумња у то да микенски Грци јесу напали Троју.
У савременој науци појавила се и теорија да пад микенске цивилизације представља првенствено последицу унутрашњих, и то социјалних промена. Моћ палата у „класично доба“ микенске цивилизације зависила је, наиме, од дистрибуције вишка производа, јер су сви производи с једног ограниченог подручја одлазили у централну палату и одатле били дистрибуирани, што би потврђивало једну тезу из савремене економске науке да је од контроле над производњом важнија контрола над дистрибуцијом производа. Међутим, са престанком постојања ових палата структура економије потпуно се мења: од 12. до 10. века п. н. е. економија се не заснива на трговини, будући да у том периоду Грчка не одржава никакве везе са спољашњим светом, што је доказано и аутохтоношћу материјала пронађених из овог периода.

## Насеља
У овом периоду људи су живели у малим насељима, од којих је међутим откривен и истражен само веома мали број. Међутим, ипак је могуће бар у општим цртама реконструисати живот обичних становника Грчке у то доба. Та мала насеља најчешће су се састојала у просеку од једног или два домаћинства, која се називају оикос (οἰκός), одакле је и настала реч економија (οἰκονομία = управљање домаћинством). Та мала домаћинства углавном су се бавила сточарством, иако су се бавила и неком врстом пољопривреде, али у много мањој мери. То се пре свега доказује постојањем алата чији типови нису ни тако бројни ни тако ефикасни да би се могло говорити о већој ратарској производњи. Такође, посуде које су прављене нису у вези са таквом врстом производње. Посуда по којој се може видети да се то домаћинство бавило и производњом житарица је дебљих зидова, великог обима, широког обода: таква се посуда зове pythos (πύθος) и служила је за чување зрнасте хране. Таквих питоса је мало, а преовлађују посуде које су повезане са сточарством: за чување млека, за сирење млека итд. Ова слика Грчке у гвозденом добу одговара слици гвозденог доба и у многим другим крајевима Европе, у којима постоје културе по много чему сличне грчкој. Грчка до тога доба предњачи у односу на савремене европске културе, премда само хронолошки: разлика још увек није драстична. Грчка култура тек у гвоздено доба поставља своје потенцијале које ће затим развити, али је то доба мање изучавано, пре свега због мало писаних извора, али и због неатрактивности археолошког материјала.

## Материјална култура
Култура мрачног доба организована је на номадском сточарству, што показују врло трошна насеља, малобројне некрополе на којима постоје малобројни и појединачни гробови. Све то доказује да оикос, тј. једно домаћинство, није боравило на једном истом месту. Ова сточарска популација која користи гвожђе развија своју материјалну културу и начин декорације, те стога до нас долазе из овог доба тзв. геометријске вазе. Геометријски стил, чија се уводна фаза назива протогеометријским стилом, требало би да буде необорив доказ тезе о најезди Дорана. Међутим, први протогеометријски стил је атички, а и најстарије вазе овога стила пронађене су код Атине. Истовремено, грчка традиција и каснија лингвистичка истраживања говоре да су се Дорани населили на Пелопонезу, у северној Грчкој и на острвима, али да је њихова најезда у сваком случају у потпуности заобишла Атику, која остаје искључиво јонска. И ово је допринело томе да се преиспита теза о најезди Дорана.
Затим је и анализа начина сахрањивања покушала да потврди ову тезу. Анализа гробова обичних Микењана, коју је извршио енглески археолог Ијан Морис, потврдила је две ствари: прво, да се ти микенски гробови могу довести у везу са цист-кремацијама и да тај начин сахрањивања постоји и у касним фазама микенске цивилизације; и друго, да у том периоду постоји и инхумација покојника. Сматра се да, у начелу, у оквиру једне етничке групе нису могли постојати различити начини сахрањивања (у овом случају и инхумација и кремација), али се то не може узети као искључив аргумент да се докаже да је нов етнички елемент донео нов начин сахрањивања.
Теза о дорској најезди мора се, дакле, ревидирати, премда ни друга теза не може за сада бити необориво доказана. Постоје и још неке друге теорије о пропасти Микене, од којих једна говори о новом етничком елементу који је уништио Микену али се затим заувек повукао из Грчке. Још једна теорија говори о природној катаклизми (земљотрес, катастрофална суша итд.), али се тек о томе тешко могу прибавити докази.

## Последице
Две су важне последице узбурканости и хаотичности овог периода. Прва је да су Грци проширили своје матичне територије. Прва област Мале Азије коју су населили јесте Еолија, где се налази и Троја, а затим су се постепено насељавали у Јонију (на западу Мале Азије, јужно од Еолије). Осим археолошких података о овоме, постоје и писани извори, углавном легенде о оснивању градова и везама између матичних градова и тамошњих грчких колонија. Те приче јонских логографа до нас су дошле преко дела каснијих аутора, на пример Страбона (крај 1. века п. н. е. и почетак 1. века) и Паусаније (2. век).
Друга важна последица у култури Грчке јесте оснивање градова-држава, тј. полиса, који ће представљати основни начин државне, војне и управне организације у класичном добу Грчке, и чији се заметак препознаје у доба геометријског стила. Пред крај геометријског периода Грци се почињу све више бавити земљорадњом, а за то је било важно поседовати земљу, јер се то налази у основи полисног организовања. То се прати у две археолошке димензије: прво, крајем геометријског периода почињу се појављивати гробови у којима је похрањен материјал по коме се може видети припадност покојника одређеном сталежу у заједници; и друго, заједнице се на један сложенији и симболичан начин међусобно повезују. Наиме, пронађени су остаци архитектонских објеката, највероватније светилишта који су делови култа хероја, и то хомерских. Типичан и најстарији познати пример је Лефканди. За изградњу таквих светилишта бирају се места где заиста постоје гробови ратника из микенског периода, који су можда могли бити сматрани учесницима неког од ратова, па и тројанског рата. Ти споменици су на симболичан начин служили томе да се оствари веза са претходним становницима земље, са оним који је ту сахрањен.